# 康宗 (高麗王)
康宗（こうそう、1152年5月10日 - 1213年8月26日）は、第22代高麗王（在位：1211年 - 1213年）。姓は王、諱は祦、初名は璹、諡号は浚哲文烈亶聡明憲貽謀穆清元孝大王。明宗と光靖太后の長男として生まれた。妃は李義方の娘思平王后李氏、元徳太后柳氏。
子は思平王后李氏が生んだ寿寧宮主と元徳太后柳氏が生んだ高宗。
1197年に父の明宗が崔忠献に廃されたが、14年後に従弟である熙宗が崔忠献に廃されたことで王位に就いた。